# Hayden (Idaho)
Hayden és una població dels Estats Units a l'estat d'Idaho. Segons el cens del 2000 tenia 9.159 habitants.

## Demografia
Segons el cens del 2000, Hayden tenia 9.159 habitants, 3.501 habitatges, i 2.562 famílies. La densitat de població era de 450,5 habitants/km².
Dels 3.501 habitatges en un 36,9% hi vivien nens de menys de 18 anys, en un 60,3% hi vivien parelles casades, en un 9,1% dones solteres, i en un 26,8% no eren unitats familiars. En el 21,6% dels habitatges hi vivien persones soles el 9,5% de les quals corresponia a persones de 65 anys o més que vivien soles. El nombre mitjà de persones vivint en cada habitatge era de 2,6 i el nombre mitjà de persones que vivien en cada família era de 3,04.
Per edats la població es repartia de la següent manera: un 27,6% tenia menys de 18 anys, un 7,4% entre 18 i 24, un 30,3% entre 25 i 44, un 21,2% de 45 a 60 i un 13,5% 65 anys o més.
L'edat mediana era de 35 anys. Per cada 100 dones de 18 o més anys hi havia 91,9 homes.
La renda mediana per habitatge era de 37.097 $ i la renda mediana per família de 40.875 $. Els homes tenien una renda mediana de 35.339 $ mentre que les dones 21.388 $. La renda per capita de la població era de 16.387 $. Aproximadament el 5,8% de les famílies i el 9,2% de la població estaven per davall del llindar de pobresa.

## Poblacions properes
El següent diagrama mostra les poblacions més properes.